# Дев'ять у списку мертвих
«Дев'ять у списку мертвих» (англ. Nine Dead) — американський трилер 2009 р., режисер — Кріс Шедлі, продюсер — Паула Харт, сценарист — Патрік Веге Махоні. Зйомки почалися 6 липня та закінчилися 27 липня 2008 р. Фільм провів кілька місяців без дистриб'ютора, але був підібраний Fabrication Films, отримав у США обмежений випуск 6 листопада 2009-го. Реліз фільму на DVD відбувся 9 березня 2010.

## Сюжет
Дев'ять, з першого погляду, не пов'язаних між собою людей викрадені загадковим чоловіком у масці. Кожен з викрадених приховує свою «правду» та відчайдушно не хоче, щоб вона спливла на гору. Кожен з них знає частинку спільної історії, що їх об'єднує, на роз'яснення кожному з них дано десять хвилин. Історія, яка згубила невинного юнака. Вони не звільняться, поки ці дев'ятеро не зрозуміють, як пов'язані один з одним. 

## Ролі
- Мелісса Джоан Харт — Келлі Мерфі
- Джон Террі — вбивця
- Чіп Бент — Саллі Фентон
- Лоуренс Тернер — Куган
- Едрік Браун — Леон
- Джон Кейтс — Крістіан Коллінгсворт
- Марк Маколей — отець Франциск
- Люсіль Сунг — Чен
- Джеймс С. Віктор — Едді Вігода
- Вільям Лі Скотт — Дін Джексон
- Емілі Харт — Йорк

## Реліз
Перші кадри з фільму випущені на офіційній сторінці MySpace 17 серпня 2008 р. Плакат випущений на офіційному сайті 3 березня 2009.
Фільм отримав обмежений випуск 6 листопада 2009-го, було оголошено, що він буде випущений на DVD 9 березня 2010. 
Перший тизер випущений на офіційному сайті фільму, трейлер за довжиною менше хвилини. Повнометражний 2-3 хвилинний трейлер доступний на сайті Fabrication Films.